# إزاك بريزويلا
إزاك بريزويلا مونيوز الشهير باسم إزاك بريزويلا (بالإسبانية: Isaác Brizuela Muñoz) (ولد في 28 أغسطس 1990 في سان هوزيه) لاعب كرة قدم دولي مكسيكي يلعب حاليا لصالح ديبورتيفو تولوكا في مركز الوسط المهاجم منذ 2009.

## مسيرته الكروية
لعب إزاك بريزويلا خلال مسيرته الاحترافية مع 4 أندية في خمسة عشر موسمًا وسجل خلالها 30 هدف ضمن 332 مباراة. حيث فاز في موسم واحد بالكأس وفي موسمين بالدوري.
خاض إزاك بريزويلا مسيرته مع Deportivo Toluca F.C. Reserves and Academy ‏ في موسم 2007–08 ولمدة موسمين، مشاركًا في 26 مباراة سجل خلالها 3 أهداف. ثم انتقل إلى نادي تولوكا في موسم 2009–10 في المرة الأولى ليلعب معه أربعة مواسم ثم في موسم 2013–14 ولمدة موسمين، حيث شارك طوالها في 131 مباراة سجل خلالها 11 هدفًا. لينتقل بعدها إلى نادي أطلس في موسم 2012–13 لمدة موسم واحد، مشاركًا في 16 مباراة سجل خلالها هدفين. ثم انتقل إلى نادي غوادالاخارا في موسم 2014–15 ليلعب معه ستة مواسم، مشاركًا في 159 مباراة سجل خلالها 14 هدفًا.

## روابط خارجية
- إزاك بريزويلا على موقع قاعدة بيانات كرة القدم.إي يو (الإنجليزية)
- إزاك بريزويلا على موقع ناشيونال فوتبول تيمز (الإنجليزية)
- إزاك بريزويلا على موقع Soccerway.com (الإنجليزية)
- إزاك بريزويلا على موقع عالم كرة القدم.نت (الإنجليزية)
- إزاك بريزويلا على موقع AS.com (الإسبانية)